# Hot Shots!
Hot Shots! és una pel·lícula estatunidenca de paròdia de Jim Abrahams estrenada l'any 1991. Ha estat doblada al català.

## Argument
El tinent Sean « Topper » Harley és un pilot de caça de talent, però acomplexat pel record del seu pare que un temps enrere hauria estat responsable de la mort del seu company d'equip en una missió aèria. Retirat del món a un poble indi, és reclutat pel comandant Block per una delicada missió al Pròxim Orient.

## Repartiment
- Charlie Sheen: Sean « Topper » Harley
- Cary Elwes: Kent Gregory
- Valeria Golino: Ramada Thompson
- Lloyd Bridges: l'almirall Thomas Benson
- Jon Cryer: Richard « Wash Out »
- Kevin Dunn: el comandant James Block
- William O'Leary: Pete «bol» Thompson « Dead Meat »
- Kristy Swanson: Kowalski
- Efrem Zimbalist Jr.: Wilson
- Bill Irwin: Buzz Harley
- Bruce A. Young: «Red» Herring
- Jerry Haleva: Saddam Hussein
- Ryan Stiles: Dominic «Mailman» Farnham
- Charles Barkley: ell mateix
- Bill Laimbeer: ell mateix
- Marc Shaiman: el pianista del bar

## Producció

### Càsting
George C. Scott havia d'actuar al film, però és finalment reemplaçat per Lloyd Bridges.

### Rodatge
El rodatge va tenir lloc lloc principalment a Califòrnia (Los Angeles, San Diego, Desert de Mojave, Riverside, Red Rock Canyon, Ridgecrest…). El Portaavions és de fet un pont de fusta construït sobre la vora d'un penya-segat prop d'un establiment militar sense ús de Marine-land.
Algunes imatges del porta-avions provenen del film El vol de l'Intruder, estrenada el mateix any.

## Box-office
Hot Shots! és un dels més grans èxits al box-office l'any 1991. Per un pressupost de 26 milions de dòlars, informa 181 milions a tot el món, dels quals 69 als Estats Units.

## Picades d'ull
- El film parodia diversos films americans, entre els quals:
  - Top Gun: Hot Shots! s'inspira principalment en aquest film. Com el personatge encarnat per Tom Cruise, el personatge de Charlie Sheen és un cap boig, que viu a l'ombra del seu pare. El personatge antagonista de Kent Gregory porta al d'Iceman, encarnat per Val Kilmer. D'altra banda l'estil global del film manlleva el de Tony Scott.
  - Full Metal Jacket: sobretot quan « Red » Herring borda als pilots que arriben al dormitori.
  - Allò que el vent s'endugué: en la seqüència musical Only You, Topper porta Ramada als seus braços i intenta pujar l'escala. Estan vestits com al film i Topper diu « Scarlett, aquesta vegada no em diguis que tens migranya ».
  - Ballant amb llops: al començament del film, Topper viu en una reserva índia. El vell Owatonna li dona una jaqueta de motard ofert per « Dansa amb els gamberros ».
  - Rocky: en la seqüència musical Only You, Topper és sobre un ring, molt espatllat. Udola « Ramada ! » com Sylvester Stallone. A més, Ramada va pentinat com Talia Shire al film.
  - Superman: en la seqüència musical Only You, Topper i Ramada van vestits respectivament com Christopher Reeve i Margot Kidder.
  - Uns altres films parodiats: El Padrí, Nou setmanes i mitja així com la sèrie de televisió Supercopter.
- Es pot veure en una escena que el papa Joan Pau II, encarnat per Eugene Greytak, presencia un combat de boxa
- El nom Topper Harley és una picada d'ull al scooter Harley-Davidson Topper, produït per la marca als anys 1960.[3]
- Els crèdits del final del film contenen receptes de cuina.
- Als crèdits del final, es troba una llista de coses a fer després d'haver vist el film: fer una hora d'història a la biblioteca local, ajudar algú a aprendre a llegir, ensenyar algú a utilitzar un ordinador, ajudar algú a aprendre a parlar una nova llengua, organitzar un programa de fitness, visitar una lleteria i veure com la llet és manipulada i preparada per lliurar-la...
- Al final dels crèdits, es pot llegir el missatge

| « | Si haguéssiu marxat al començament dels crèdits, ara serieu a casa | » |

- En una escena, es pot veure un peluix de Garfield al cockpit de Topper.